# Équipe d'Allemagne de l'Ouest de football au Championnat d'Europe 1980

L'équipe d'Allemagne de l'Ouest de football participe à sa 3e phase finale de championnat d'Europe lors de l'édition 1980. Le tournoi se tient en Italie. La RFA est finaliste de l'édition précédente.
L'Allemagne se trouve dans le groupe 1 avec notamment les Néerlandais, vice-champions du Monde 1978, et les Tchécoslovaques, champions d'Europe 1976. L'Allemagne de l'Ouest se qualifie pour sa 3e finale consécutive à l'Euro en remportant son groupe. Elle affronte la Belgique, vainqueur du groupe 2. Les Allemands sont sacrés champions d'Europe grâce à une victoire 2-1, les deux buts germaniques étant inscrits par Horst Hrubesch dont le second de la tête à la 88e minute.
La RFA termine la compétition invaincue en dix matchs (phase qualificative et phase finale), avec sept victoires et trois résultats nul. À la suite de son sacre en 1972, l'Allemagne est la première à remporter l'Euro à deux reprises.
À titre individuel, six Allemands font partie de l'« équipe-type du tournoi » (Hans-Peter Briegel, Karl-Heinz Förster, Horst Hrubesch, Hansi Müller, Karl-Heinz Rummenigge et Bernd Schuster) et Klaus Allofs termine meilleur buteur de l'Euro 1980 avec trois buts.

## Phase qualificative
La phase qualificative comprend trois groupes de cinq nations et quatre groupes de quatre nations. Les sept vainqueurs de poule se qualifient pour l'Euro 1980 et retrouvent l'Italie, qualifiée d'office en tant que pays organisateur. La RFA termine 1re du groupe 7.
| Rang | Équipe               | Pts | J | G | N | P | Bp | Bc | Diff |  | Résultats (▼ dom., ► ext.) |     |     |     |     |
| ---- | -------------------- | --- | - | - | - | - | -- | -- | ---- |  | -------------------------- | --- | --- | --- | --- |
| 1    | Allemagne de l'Ouest | 10  | 6 | 4 | 2 | 0 | 17 | 1  | +16  |  | Allemagne de l'Ouest       |     | 2-0 | 5-1 | 8-0 |
| 2    | Turquie              | 7   | 6 | 3 | 1 | 2 | 5  | 5  | 0    |  | Turquie                    | 0-0 |     | 1-0 | 2-1 |
| 3    | Pays de Galles       | 6   | 6 | 3 | 0 | 3 | 11 | 8  | +3   |  | Pays de Galles             | 0-2 | 1-0 |     | 7-0 |
| 4    | Malte                | 1   | 6 | 0 | 1 | 5 | 2  | 21 | -19  |  | Malte                      | 0-0 | 1-2 | 0-2 |     |

## Phase finale

### Premier tour
| Groupe 1 |                      |     |   |   |   |   |    |    |      |
|          | Équipe               | Pts | J | G | N | P | BP | BC | Diff |
| 1        | Allemagne de l'Ouest | 5   | 3 | 2 | 1 | 0 | 4  | 2  | +2   |
| 2        | Tchécoslovaquie      | 3   | 3 | 1 | 1 | 1 | 4  | 3  | +1   |
| 3        | Pays-Bas             | 3   | 3 | 1 | 1 | 1 | 4  | 4  | 0    |
| 4        | Grèce                | 1   | 3 | 0 | 1 | 2 | 1  | 4  | -3   |

| 11 juin | Tchécoslovaquie      | 0 | 1 | Allemagne de l'Ouest |
| 11 juin | Pays-Bas             | 1 | 0 | Grèce                |
| 14 juin | Allemagne de l'Ouest | 3 | 2 | Pays-Bas             |
| 14 juin | Grèce                | 1 | 3 | Tchécoslovaquie      |
| 17 juin | Pays-Bas             | 1 | 1 | Tchécoslovaquie      |
| 17 juin | Grèce                | 0 | 0 | Allemagne de l'Ouest |

| 11 juin 1980                      | Allemagne de l'Ouest | 1 – 0 | Tchécoslovaquie | Stade olympique, Rome                               |                                                     |
| 17:45 · Historique des rencontres | Rummenigge 57e       |       |                 | Spectateurs : 11 059 Arbitrage : Alberto Michelotti | Spectateurs : 11 059 Arbitrage : Alberto Michelotti |
| 17:45 · Historique des rencontres | (Rapport)            |       |                 | Spectateurs : 11 059 Arbitrage : Alberto Michelotti | Spectateurs : 11 059 Arbitrage : Alberto Michelotti |

| 14 juin 1980                      | Allemagne de l'Ouest | 3 – 2 | Pays-Bas                           | Stade San Paolo, Naples                       |                                               |
| 17:45 · Historique des rencontres | Allofs 20e, 60e, 65e |       | Rep 79e (pen) · Van De Kerkhof 85e | Spectateurs : 26 546 Arbitrage : Robert Wurtz | Spectateurs : 26 546 Arbitrage : Robert Wurtz |
| 17:45 · Historique des rencontres | (Rapport)            |       |                                    | Spectateurs : 26 546 Arbitrage : Robert Wurtz | Spectateurs : 26 546 Arbitrage : Robert Wurtz |

| 17 juin 1980                      | Allemagne de l'Ouest | 0 – 0 | Grèce | Stadio Comunale, Turin                          |                                                 |
| 20:30 · Historique des rencontres |                      |       |       | Spectateurs : 13 901 Arbitrage : Brian McGinlay | Spectateurs : 13 901 Arbitrage : Brian McGinlay |
| 20:30 · Historique des rencontres | (Rapport)            |       |       | Spectateurs : 13 901 Arbitrage : Brian McGinlay | Spectateurs : 13 901 Arbitrage : Brian McGinlay |

### Finale
| Titulaires : |  |
| |  |
| Harald Schumacher · Manfred Kaltz · Karl-Heinz Förster · Uli Stielike · Bernard Dietz · Bernd Schuster · Hans-Peter Briegel 55e · Hansi Müller · Karl-Heinz Rummenigge · Horst Hrubesch · Klaus Allofs · |  |
| Remplaçants : |  |
| Bernhard Cullmann 55e · |  |
| Entraîneur : |  |
| Josef Derwall |  |

| Titulaires : |  |
| |  |
| Jean-Marie Pfaff Erik Gerets Luc Millecamps Walter Meeuws Michel Renquin Wilfried Van Moer René Vandereycken Julien Cools Raymond Mommens François Van Der Elst Jan Ceulemans |  |
| Entraîneur : |  |
| Guy Thys |  |

| Titulaires : |  |
| |  |
| Harald Schumacher · Manfred Kaltz · Karl-Heinz Förster · Uli Stielike · Bernard Dietz · Bernd Schuster · Hans-Peter Briegel 55e · Hansi Müller · Karl-Heinz Rummenigge · Horst Hrubesch · Klaus Allofs · |  |
| Remplaçants : |  |
| Bernhard Cullmann 55e · |  |
| Entraîneur : |  |
| Josef Derwall |  |

| Titulaires : |  |
| |  |
| Jean-Marie Pfaff Erik Gerets Luc Millecamps Walter Meeuws Michel Renquin Wilfried Van Moer René Vandereycken Julien Cools Raymond Mommens François Van Der Elst Jan Ceulemans |  |
| Entraîneur : |  |
| Guy Thys |  |

## Effectif
Sélectionneur : Jupp Derwall
| No. | Pos.      | Joueur                | Date de naissance et âge | Sélec. | Club                     |
| --- | --------- | --------------------- | ------------------------ | ------ | ------------------------ |
| 1   | Gardien   | Harald Schumacher     | 6 mars 1954              |        | 1. FC Cologne            |
| 2   | Défenseur | Hans-Peter Briegel    | 11 octobre 1955          |        | 1. FC Kaiserslautern     |
| 3   | Défenseur | Bernhard Cullmann     | 1er novembre 1949        |        | 1. FC Cologne            |
| 4   | Défenseur | Karl-Heinz Förster    | 25 juillet 1958          |        | VfB Stuttgart            |
| 5   | Défenseur | Bernard Dietz         | 22 mars 1948             |        | MSV Duisbourg            |
| 6   | Milieu    | Bernd Schuster        | 22 décembre 1959         |        | 1. FC Cologne            |
| 7   | Défenseur | Bernd Förster         | 3 mai 1956               |        | VfB Stuttgart            |
| 8   | Attaquant | Karl-Heinz Rummenigge | 25 septembre 1955        |        | Bayern de Munich         |
| 9   | Attaquant | Horst Hrubesch        | 17 avril 1951            |        | Hambourg SV              |
| 10  | Milieu    | Hansi Müller          | 27 juillet 1957          |        | VfB Stuttgart            |
| 11  | Attaquant | Klaus Allofs          | 5 décembre 1956          |        | Fortuna Düsseldorf       |
| 12  | Milieu    | Caspar Memering       | 1er juin 1953            |        | Hambourg SV              |
| 13  | Milieu    | Rainer Bonhof         | 29 mars 1952             |        | Valence CF               |
| 14  | Milieu    | Felix Magath          | 26 juillet 1953          |        | Hambourg SV              |
| 15  | Milieu    | Uli Stielike          | 15 novembre 1954         |        | Real de Madrid           |
| 16  | Défenseur | Herbert Zimmermann    | 1er juillet 1954         |        | 1. FC Cologne            |
| 17  | Milieu    | Karl Del'Haye         | 18 août 1955             |        | Borussia Mönchengladbach |
| 18  | Milieu    | Lothar Matthäus       | 21 mars 1961             |        | Borussia Mönchengladbach |
| 19  | Milieu    | Miroslav Votava       | 24 avril 1956            |        | Borussia Dortmund        |
| 20  | Défenseur | Manfred Kaltz         | 6 janvier 1953           |        | Hambourg SV              |
| 21  | Gardien   | Walter Junghans       | 26 octobre 1958          |        | Bayern de Munich         |
| 22  | Gardien   | Eike Immel            | 27 novembre 1960         |        | Borussia Dortmund        |